# Districtul Sa Bot
Sa Bot (în thailandeză สระโบสถ์) este un district (Amphoe) din provincia Lopburi, Thailanda, cu o populație de 21.279 de locuitori și o suprafață de 304,65 km².

## Componență
Districtul este subdivizat în 5 subdistricte (tambon), care sunt subdivizate în 46 de sate (muban).
| Nr. | Name            | Thai name | Sate | Locuitori |  |
| --- | --------------- | --------- | ---- | --------- |  |
| 1.  | Sa Bot          | สระโบสถ์   |      | 7,616     |  |
| 2.  | Maha Phot       | มหาโพธิ    |      | 4,757     |  |
| 3.  | Thung Tha Chang | ทุ่งท่าช้าง   |      | 2,029     |  |
| 4.  | Huai Yai        | ห้วยใหญ่    |      | 1,553     |  |
| 5.  | Niyom Chai      | นิยมชัย     |      | 5,324     |  |